# Adelmano di Milano
Adelmano, detto anche Adelmanno (... – Milano, dicembre 956), fu arcivescovo di Milano dal 948 al 953.

## Biografia
Di famiglia milanese (forse quella dei Menclozzi), Adelmano venne eletto nel 948 in opposizione al vescovo Manasse d'Arles, imposto da Ugo di Provenza; per questo motivo la sua reggenza venne considerata scismatica dall'Imperatore, ma tacitamente consentita dal Pontefice.
Quando la situazione si fece intollerabile e minacciò di minare i rapporti tra papato ed impero, il Papa in persona inviò a Milano Valperto de' Medici a sostituire il vescovo Adelmano, il quale si dimise in quello stesso 953.
Adelmano morì a Milano nel dicembre del 956. Fu sepolto nella chiesa di San Giorgio al Pozzo bianco, secondo una leggenda da lui fatta erigere e poi rimasta in giuspatronato alla sua famiglia. All'esterno della chiesa venne eretto un monumento in suo onore, recuperando una scultura acefala di epoca tardoromana, ed agganciandovi una testa col suo ritratto. La scultura, oggi nota come Uomo di pietra, è ancora presenta a Milano, in Corso Vittorio Emanuele II.